# Hajja (provins)
Hajja (arabiska: حجة) är en provins i Jemen. Den administrativa huvudorten är Hajja. Provinsen har 1 479 568 invånare och en yta på 8 300 km².

## Distrikt
- Abs
- Aflah al-Yaman
- Aflah ash-Shawm
- Aslem
- Bakil al-Mir
- Bani al-Awam
- Bani Qa'is
- Hajjah
- Hajjah City
- Harad
- Hayran
- al-Jamimah
- Khayran al-Muharraq
- Ku'aydinah
- Kuhlan Affar
- Kuhlan ash-Sharaf
- Kushar
- Mabyan
- al-Maghrabah
- al-Mahabishah
- Midi
- al-Miftah
- Mustaba
- Najrah
- Qafl Shamer
- Qarah
- ash-Shaghadirah
- ash-Shahil
- Sharas
- Wadhrah
- Washhah